# Miłość z o.o.
Miłość z o.o. (tytuł oryg. Love, Inc.) – amerykański sitcom nadawany w latach 2005–2006 przez stację CBS. Twórcą serialu jest Andrew Secunda, a jego reżyserem, m.in., Rob Schiller. Wzorowany był on na artykule Elany Berkowitz dla pisma New York Times. Powstał jeden sezon serialu, składający się z dwudziestu dwóch odcinków. W Polsce Miłość z o.o. emitowały stacje TV4, Polsat i Comedy Central.

## Spis odcinków
- 1.  Pilot
- 2.  Living Single
- 3.  Mad About You
- 4.  Bosom Buddies
- 5.  Family Ties
- 6.  Amen
- 7.  Hope & Faith
- 8.  Thick & Thin
- 9.  One on One
- 10.  The Honeymooners
- 11.  Three's Company
- 12.  Arrested Development
- 13.  Grace Under Fire
- 14.  Hello, Larry
- 15.  Major Dad
- 16.  Curb Your Enthusiasm
- 17.  Anything But Love
- 18.  Cursed
- 19.  Fired Up
- 20.  Full House
- 21.  Dream On
- 22.  Friends